# Римско зеле
Римско зеле, на български наричано още и „романеско“ (на италиански: broccolo romanesco) е ядивно растение от вида Brassica oleracea var. Botrytis, от което са и карфиолът и броколите. 
За първи път растението е документирано в Италия през 16-ти век, където е известно като broccolo romanesco (буквално „римски броколи“) и понякога се среща и като cavolo romanesco („римско зеле“).
Специфично е с формата на съцветието (ядливата глава на зелето), която по естествен начин наподобява съвършен тримерен фрактал, т.е. е самоподобно по форма. Разклоненията от образувателна тъкан, от които съцветието е съставено, наподобяват логаритмични спирали и това приблизително фрактално поведение е мултиплицирано на следващите, по-ниски нива. 
Типично една глава римско зеле тежи между 300 и 600 грама. В сравнение с обикновения карфиол, то има по-твърда текстура и деликатен вкус на ядки. Богато е на витамин C, калий, фолиева киселина, фибри. Характерно е с яркия си жълто-зелен цвят (цвят „шартрьоз“), а листата му са по-тъмнозелени и подобни на листата на броколите или карфиола. След термична обработка, цветът на римското зеле се променя и наситеният му жълто-зелен цвят избледнява. Начин да се запази за по-дълго време яркият му цвят е да се вари (задуши) за по-кратко време и веднага след изваждане да се потопи в леденостудена вода.